# Oku-iwa
Der Oku-iwa (japanisch 奥岩 ‚Innerer Felsen‘, norwegisch Indre Brenabben) ist eine markante Felsformation an der Kronprinz-Olav-Küste im ostantarktischen Königin-Maud-Land. Sie ragt unmittelbar östlich der Mündung des Oku-iwa-Gletschers in die Lützow-Holm-Bucht auf.
Luftaufnahmen und Vermessungen einer von 1957 bis 1962 dauernden japanischen Antarktisexpedition, im Zuge derer auch die Benennung erfolgte, dienten der Kartierung. Der Name spiegelt den versetzten Küstenverlauf an dieser geographischen Position wider.